# Бикондова, Камрен
Ка́мрен Рене́ Бикондо́ва (англ. Camren Renee Bicondova, род. 22 мая 1999 года, Сан-Диего, Калифорния, США) — американская актриса, танцовщица и модель, участница танцевальной группы 8 Flavahz. Наиболее известна по роли юной Селины Кайл/Женщины-кошки в телесериале «Готэм».

## Биография
Камрен Бикондова родилась 22 мая 1999 года в городе Сан-Диего (штат Калифорния) в семье Джошуа Бикондовы и Джессики Портер. Её отец имеет испанские корни. В 6-летнем возрасте она была зачислена в танцевальный класс. Затем её семья переехала на Гавайи, где она стала заниматься в местной танцевальной студии. Её основными стилями стали джаз-фанк и хип-хоп. В одиннадцать лет путешествовала по стране как помощница лучших американских учителей и хореографов, став «элитным протеже» в рамках танцевального съезда The PULSE on Tour.
Первую известность получила после того, как Крис Стоукс пригласил её сняться в музыкальной драме «Недетские танцы». В 2012 году группа 8 Flavahz заняла второе место на танцевальном шоу «Короли танцпола».
В 2014 году Камрен Бикондова получила роль молодой Селины Кайл (Женщина-кошка) в телевизионном сериале «Готэм» на телеканале FOX. Более того, после первого сезона Камрен стала номинантом премии «Сатурн» в категории «Лучший молодой актер». В сентябре 2015 года актриса вошла в ежегодный список «Отчет о юношеском влиянии» журнала «Variety», где, в частности, написали, что она «представляет следующую волну голливудской сообразительности и таланта». Занимается благотворительностью.

## Личная жизнь
Бикондова живет со своим тонкинским котом по кличке мистер Дж.

### Благотворительность
Бикондова оказала свою поддержку ряду некоммерческих и благотворительных организаций, включая USO, NOH8, Global Citizen Festival и North Shore Animal League America.

## Фильмография
| Год       |     | Русское название          | Оригинальное название       | Роль                                              |
| --------- | --- | ------------------------- | --------------------------- | ------------------------------------------------- |
| 2011      | с   | Танцевальная лихорадка!   | Shake It Up                 | участница танцевальной команды «The Highlighters» |
| 2012      | ф   | Недетские танцы           | Battlefield America         | Присси                                            |
| 2012      | с   | Короли танцпола           | America's Best Dance Crew   | участница группы 8 Flavahz                        |
| 2014      | ф   | Женский дом               | Girl House                  | девочка                                           |
| 2014—2019 | с   | Готэм                     | Gotham                      | Селина Кайл/Женщина-кошка                         |
| 2016      | с   | Истории Готэма            | Gotham Stories              | Селина Кайл/Женщина-кошка                         |
| 2020      | кор | На 3 дня ближе            | 3 Days Closer               | мать Эбигейл                                      |
| 2023      | ф   | Фестиваль живых мертвецов | Festival of the Living Dead | Ирис                                              |

### Видеоклипы
| Год  | Исполнитель  | Название       | Роль                       |
| ---- | ------------ | -------------- | -------------------------- |
| 2012 | Сиара        | Got Me Good    | танцовщица на заднем плане |
| 2014 | Krewella     | Enjoy the Ride | девушка                    |
| 2018 | Dana Vaughns | «UNDERNEATH»   | танцовщица на заднем плане |

## Награды и номинации
| Год  | Премия          | Категория                                                         | Работа | Результат | Примечания |
| ---- | --------------- | ----------------------------------------------------------------- | ------ | --------- | ---------- |
| 2015 | Премия «Сатурн» | Лучшее исполнение роли молодым актёром или актрисой в телесериале | Готэм  | Номинация | [ 15 ]     |